# Seznam dílů seriálu Ozark
Toto je seznam dílů seriálu Ozark. Americký dramatický televizní seriál Ozark byl zveřejněn na Netflixu.

## Přehled řad
| Řada | Díly | Premiéra na Netflixu                              |
| ---- | ---- | ------------------------------------------------- |
| 1    | 10   | 21. července 2017                                 |
| 2    | 10   | 31. srpna 2018                                    |
| 3    | 10   | 27. března 2020                                   |
| 4    | 14   | 21. ledna 2022 (1. část) 29. dubna 2022 (2. část) |

## Seznam dílů

### První řada (2017)
| Č. v seriálu | Č. v řadě | Původní název        | Český název              | Režie            | Scénář                                                   | Premiéra na Netflixu |
| ------------ | --------- | -------------------- | ------------------------ | ---------------- | -------------------------------------------------------- | -------------------- |
| 1            | 1         | Sugarwood            | Cukrouš                  | Jason Bateman    | námět: Bill Dubuque a Mark Williams scénář: Bill Dubuque | 21. července 2017    |
| 2            | 2         | Blue Cat             | Modrá kočka              | Jason Bateman    | námět: Bill Dubuque a Mark Williams scénář: Bill Dubuque | 21. července 2017    |
| 3            | 3         | My Dripping Sleep    | Pozvolný spánek          | Daniel Sackheim  | Ryan Farley                                              | 21. července 2017    |
| 4            | 4         | Tonight We Improvise | Dnes večer improvizujeme | Daniel Sackheim  | Paul Kolsby                                              | 21. července 2017    |
| 5            | 5         | Ruling Days          | Nadvláda                 | Andrew Bernstein | Martin Zimmerman                                         | 21. července 2017    |
| 6            | 6         | Book of Ruth         | Kniha Ruth               | Andrew Bernstein | Whit Anderson                                            | 21. července 2017    |
| 7            | 7         | Nest Box             | Ptačí budka              | Ellen Kuras      | Alyson Feltes                                            | 21. července 2017    |
| 8            | 8         | Kaleidoscope         | Kaleidoskop              | Ellen Kuras      | Ryan Farley                                              | 21. července 2017    |
| 9            | 9         | Coffee, Black        | Černou kávu prosím       | Jason Bateman    | Whit Anderson                                            | 21. července 2017    |
| 10           | 10        | The Toll             | Hrana                    | Jason Bateman    | Chris Mundy                                              | 21. července 2017    |

### Druhá řada (2018)
| Č. v seriálu | Č. v řadě | Původní název               | Český název              | Režie            | Scénář                         | Premiéra na Netflixu |
| ------------ | --------- | --------------------------- | ------------------------ | ---------------- | ------------------------------ | -------------------- |
| 11           | 1         | Reparations                 | Reparace                 | Jason Bateman    | Chris Mundy                    | 31. srpna 2018       |
| 12           | 2         | The Precious Blood of Jesus | Drahocenná krev Ježíšova | Jason Bateman    | David Manson                   | 31. srpna 2018       |
| 13           | 3         | Once a Langmore...          | Kletba rodu Langmorů     | Andrew Bernstein | Alyson Feltes                  | 31. srpna 2018       |
| 14           | 4         | Stag                        | Osamělost                | Andrew Bernstein | Ryan Farley                    | 31. srpna 2018       |
| 15           | 5         | Game Day                    | Velký den                | Phil Abraham     | Paul Kolsby                    | 31. srpna 2018       |
| 16           | 6         | Outer Darkness              | Vnější temnota           | Phil Abraham     | Ning Zhou                      | 31. srpna 2018       |
| 17           | 7         | One Way Out                 | Jediná cesta ven         | Alik Sakharov    | Martin Zimmerman               | 31. srpna 2018       |
| 18           | 8         | The Big Sleep               | Hluboký spánek           | Alik Sakharov    | David Manson                   | 31. srpna 2018       |
| 19           | 9         | The Badger                  | Jezevec                  | Ben Semanoff     | Paul Kolsby a Martin Zimmerman | 31. srpna 2018       |
| 20           | 10        | The Gold Coast              | Zlaté pobřeží            | Amanda Marsalis  | Chris Mundy                    | 31. srpna 2018       |

### Třetí řada (2020)
| Č. v seriálu | Č. v řadě | Původní název          | Český název           | Režie           | Scénář           | Premiéra na Netflixu |
| ------------ | --------- | ---------------------- | --------------------- | --------------- | ---------------- | -------------------- |
| 21           | 1         | Wartime                | Ve válce              | Jason Bateman   | Chris Mundy      | 27. března 2020      |
| 22           | 2         | Civil Union            | Partnerství           | Jason Bateman   | Martin Zimmerman | 27. března 2020      |
| 23           | 3         | Kevin Cronin Was Here  | Byl tu Kevin Cronin   | Cherien Dabis   | Miki Johnson     | 27. března 2020      |
| 24           | 4         | Boss Fight             | Souboj šéfů           | Cherien Dabis   | John Shiban      | 27. března 2020      |
| 25           | 5         | It Came From Michoacán | Návštěva z Michoacánu | Amanda Marsalis | Laura Deeley     | 27. března 2020      |
| 26           | 6         | Su Casa Es Mi Casa     | Tvůj dům je i můj dům | Ben Semanoff    | Paul Kolsby      | 27. března 2020      |
| 27           | 7         | In Case of Emergency   | V případě nouze       | Alik Sakharov   | Ning Zhou        | 27. března 2020      |
| 28           | 8         | BFF                    | Nerozluční přátelé    | Alik Sakharov   | John Shiban      | 27. března 2020      |
| 29           | 9         | Fire Pink              | Fire Pink             | Alik Sakharov   | Miki Johnson     | 27. března 2020      |
| 30           | 10        | All In                 | Všechno, nebo nic     | Alik Sakharov   | Chris Mundy      | 27. března 2020      |

### Čtvrtá řada (2022)
| Č. v seriálu | Č. v řadě | Původní název                    | Český název              | Režie            | Scénář                                | Premiéra na Netflixu |
| ------------ | --------- | -------------------------------- | ------------------------ | ---------------- | ------------------------------------- | -------------------- |
| 31           | 1         | The Beginning of the End         | Začátek konce            | Andrew Bernstein | Chris Mundy                           | 21. ledna 2022       |
| 32           | 2         | Let the Great World Spin         | Co svět světem stojí     | Andrew Bernstein | Laura Deeley                          | 21. ledna 2022       |
| 33           | 3         | City on the Make                 | Město plné ambicí        | Andrew Bernstein | Martin Zimmerman                      | 21. ledna 2022       |
| 34           | 4         | Ace Deuce                        | Bez vítěze               | Alik Sakharov    | John Shiban                           | 21. ledna 2022       |
| 35           | 5         | Ellie                            | Ellie                    | Alik Sakharov    | Paul Kolsby                           | 21. ledna 2022       |
| 36           | 6         | Sangre Sobre Todo                | Sangre Sobre Todo        | Robin Wright     | Michael M. Chang a Jed Rapp Goldstein | 21. ledna 2022       |
| 37           | 7         | Sanctified                       | Sanctified               | Robin Wright     | Miki Johnson                          | 21. ledna 2022       |
| 38           | 8         | The Cousin of Death              | Bratranec smrti          | Amanda Marsalis  | Chris Mundy                           | 29. dubna 2022       |
| 39           | 9         | Pick a God and Pray              | Vyber si boha a modli se | Amanda Marsalis  | Laura Deeley                          | 29. dubna 2022       |
| 40           | 10        | You're the Boss                  | Ty jsi šéf               | Melissa Hickey   | John Shiban                           | 29. dubna 2022       |
| 41           | 11        | Pound of Flesh and Still Kickin' | Nenažranost              | Laura Linneyová  | Ning Zhou                             | 29. dubna 2022       |
| 42           | 12        | Trouble the Water                | Když se voda čeří        | Amanda Marsalis  | Paul Kolsby a Martin Zimmerman        | 29. dubna 2022       |
| 43           | 13        | Mud                              | Bláto                    | Amanda Marsalis  | Miki Johnson                          | 29. dubna 2022       |
| 44           | 14        | A Hard Way to Go                 | Smutný konec             | Jason Bateman    | Chris Mundy                           | 29. dubna 2022       |